# Thân Nhật Bản

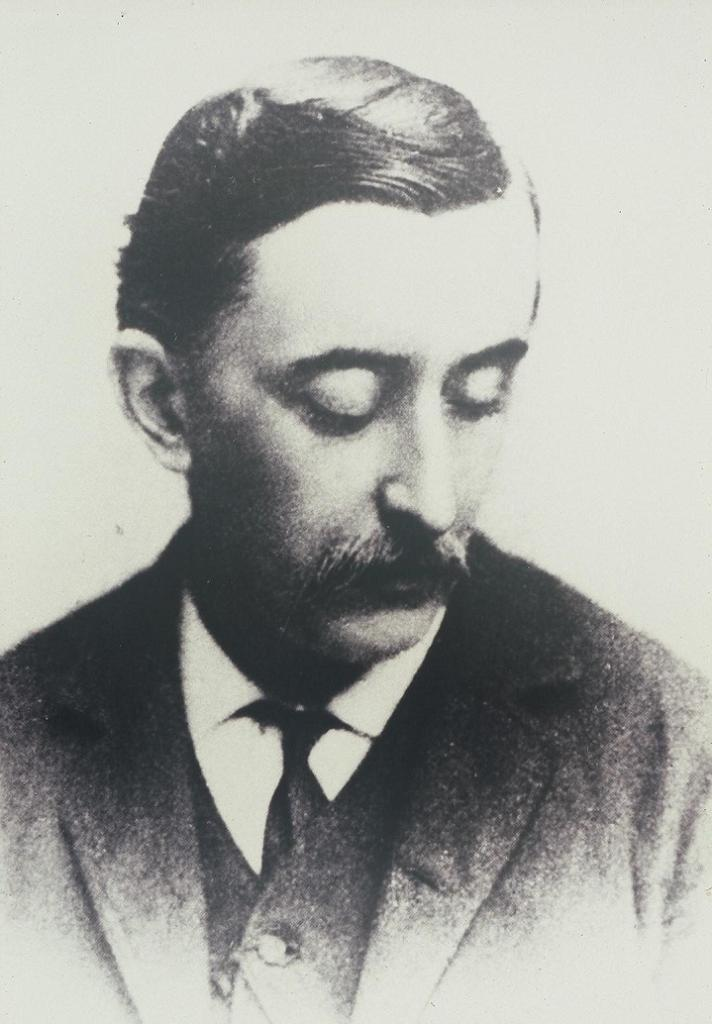
Lafcadio Hearn, còn được biết đến là Koizumi Yakumo, một học giả và tác giả trứ danh, nổi tiếng về sự quan tâm mạnh mẽ tới nền văn hóa Nhật Bản.

Thân Nhật Bản (hay chuộng Nhật Bản, sính Nhật Bản) để chỉ sự cảm kích, đánh giá cao và yêu mến văn hóa, con người và lịch sử Nhật Bản. Trong tiếng Nhật, thuật ngữ để chỉ sự thân Nhật là "shinnichi" (親日), với "親" "shin" (しん) tương đương với tiền tố 'pro-' trong tiếng Anh (nghĩa là "thân" trong tiếng Việt) và "日" "nichi" (にち) nghĩa là "Nhật" (như trong từ chỉ Nhật Bản là "Nihon" (日本)). Thuật ngữ được sử dụng lần đầu ngay từ thế kỷ 18 và được chuyển vào trong tầm kiến thức sau đó một thời gian.

## Lịch sử

### Cách dùng ban đầu
Thuật ngữ 'thân Nhật Bản' được xác nhận vào khoảng cuối thế kỷ 18 và đầu thế kỷ 19 trước khi Nhật Bản bắt đầu mở rộng thương mại với các nước bên ngoài. Carl Peter Thunberg và Philipp Franz von Siebold đã giúp giới thiệu hệ thực vật, các tác phẩm nghệ thuật, cũng như các chủ đề khác của Nhật Bản tới châu Âu và đã thu hút được nhiều sự chú ý. Một tác giả người Hy Lạp gốc Ireland là Lafcadio Hearn đã xây dựng một ngôi nhà tại Nhật Bản vào thế kỷ 19, điều này được Tuttle Publishing miêu tả như "một thừa nhận thân Nhật Bản" trong lời nói đầu thuộc một số cuốn sách của ông. Một số nhân vật khác có thể bao gồm như sĩ quan quân đội Pháp là Jules Brunet đã đóng một vai trò quan trọng trong chiến tranh Boshin tại Nhật Bản.

### Thế kỷ 20
Trong thập niên đầu tiên của thế kỷ 20, một số nhà văn người Anh đã khen ngợi Nhật Bản. Năm 1904, Beatrice Webb đã viết về Nhật Bản như một "vì tinh tú đang trỗi dậy của nhân loại về sự khai sáng và tự kiểm soát", ca tụng "chủ nghĩa tập thể cách tân" của người Nhật, những hoạch định "kỳ lạ" và "tư tưởng cởi mở" của "tầng lớp tinh hoa được soi sáng". H. G. Wells tương tự cũng đặt tên cho tầng lớp tinh hoa trong A Modern Utopia là "samurai". Một phần hệ quả này đến từ việc đánh mất vị trí dẫn đầu của công nghiệp Anh, cùng với sự trỗi dậy tương đối từ Nhật Bản và Đức. Đức được nhìn nhận như một mối đe dọa nghiêm trọng, nhưng Nhật Bản được xem như một đồng minh tiềm năng. Sau khi Alfred Stead xuất bản cuốn sách "Great Japan: A Study of National Efficiency" [Nhật Bản vĩ đại: Nghiên cứu về hiệu suất quốc gia] vào năm 1906, các học giả tại Anh đã nhìn nhận Nhật Bản như hình mẫu.Tuy nhiên, sự quan tâm Nhật Bản đã kết thúc với chiến tranh thế giới thứ nhất.
Chuẩn tướng José Millán Astray sáng lập Quân đoàn Tây Ban Nha, tuyên bố rằng quy tắc võ sĩ đạo của chiến binh samurai đã tạo ảnh hưởng lớn đến ông. Định nghĩa võ sĩ đạo như "một bản tín điều hoàn hảo", José Millán Astray nói rằng "quân đoàn Tây Ban Nha cũng là một samurai và thực hiện các nguyên tắc tinh túy của võ sĩ đạo: danh dự, dũng cảm, trung thành, rộng lượng, hi sinh" và Tây Ban Nha sẽ trở thành một cường quốc như Nhật Bản bằng cách tuân thủ các quy tắc của điều luật. Ông cũng thực hiện chuyển ngữ Bushido: The Soul of Japan của Inazō Nitobe sang tiếng Tây Ban Nha và viết một đoạn giới thiệu mở đầu.
Đầu thế kỷ 20, phong trào Đông Du do nhà cách mạng Phan Bội Châu khởi xướng với niềm tin dựa vào Nhật Bản để kháng chiến chống Pháp, Phan Bội Châu gặp một số nhân sĩ người Nhật ủng hộ Việt Nam như Asaba Sakitaro. Sau đó, phong trào Đông Du đột ngột phải dừng lại bởi Hiệp ước Pháp - Nhật năm 1907 yêu cầu du học sinh Việt Nam rời khỏi Nhật Bản.

### Thế kỷ 21
Đầu thập niên 2000, nhiều thuật ngữ tiếng lóng mang hàm ý xúc phạm đã được tạo ra để công kích những người đánh giá cao văn hóa đại chúng Nhật Bản. Thuật ngữ wapanese (bắt nguồn từ người Nhật da trắng, hoặc có thể muốn trở thành người Nhật) xuất hiện lần đầu vào năm 2002 như một thuật ngữ xúc phạm nhằm miêu tả một người da trắng bị ám ảnh với văn hóa Nhật Bản bao gồm manga và anime. Thuật ngữ weeaboo đến từ một cột truyện tranh do Nicholas Gurewitch sáng tạo, trong đó thuật ngữ không có một hàm ý gì ngoài ý nghĩa một số điều gây khó chịu. Theo một luận án thạc sĩ chưa xuất bản, 4chan nhanh chóng lựa chọn từ weeaboo và sử dụng theo hướng sỉ nhục tại những nơi mà thuật ngữ wapanese từng thực sự tồn tại trên 4chan trước đó.
Điều này gây ra tranh luận rằng liệu weeaboo có cùng nghĩa dịch thuật tương tự như thuật ngữ tiếng Nhật otaku (những người với sự quan tâm đến ám ảnh, một số so sánh với các thuật ngữ tiếng Anh như 'nerd' hoặc 'geek'), khi weeaboo được sử dụng như một từ đồng âm khác nghĩa hàm ý miêu tả một người với một sự quan tâm đến ám ảnh trong văn hóa Nhật Bản và/hoặc anime cùng manga, đặc biệt nếu người đó không phải là người Nhật. Dưới sự lan rộng phổ biến lồng tiếng anime tiếng Anh trong thập niên 1990, thuật ngữ 'otaku' trở thành một cách phổ biến để xác nhận (mặc dù một số điều không chính xác) bản thân là một người phương Tây đam mê truyền thông và văn hóa đại chúng Nhật Bản, dẫn đến ý nghĩa của thuật ngữ otaku giữa những khán giả nói tiếng Anh trở nên hơi sai lệch so với định nghĩa tiếng Nhật gốc, khiến từ otaku trở thành một ví dụ về một định nghĩa bị mất mát trong dịch thuật.
Kim Morrissy của Crunchyroll viết rằng ý nghĩa của từ otaku bị cản trở bởi chiếm dụng văn hóa, một số người phương Tây tin rằng otaku chỉ có thể được sử dụng để miêu tả một người Nhật, đóng vai trò giống như một khái niệm không được dịch thuật trực tiếp và một cụm từ tiếng Nhật thuần túy.
Trong một bài viết blog trên Anime News Network, Justin Sevakis đã đưa ra sự khác biệt giữa hai thuật ngữ, nói rằng không có điều gì sai trái với tình yêu văn hóa Nhật Bản. Justin Sevakis chỉ ra rằng một người chỉ trở thành weeaboo khi họ bắt đầu gây sự đáng ghét, chưa chín chắn và không hiểu văn hóa Nhật Bản mà họ yêu thích. Matt Jardin từ Alaska Dispatch đưa ra một ý kiến về định nghĩa khi cho rằng những weeaboo mù quáng thích những thứ từ Nhật Bản trong khi xem thường bất kể mọi thứ khác cho dù giá trị hiển nhiên.
Một YouTuber với tên gọi 'That Japanese Man Yuta' thực hiện một số phỏng vấn với người Nhật sống ở thành phố về suy nghĩ của họ với weeaboo. Một "nhất trí chung" khi người Nhật cho rằng bất kỳ người nước ngoài quan tâm đến Nhật Bản là một điều tốt và sự thiếu hiểu biết có lẽ phải mất một khoảng thời gian nhất định để hiểu văn hóa Nhật Bản.